# Antonio Vilariño
Antonio Vilariño (nacido el 2 de noviembre de 1925 - ?) fue un futbolista argentino. Jugaba como delantero y su primer equipo fue Rosario Central. Su hermano mayor, de nombre Bernardo, también fue futbolista profesional.

### A.M. San Carlos D.yB. de Noetinger
Interior
Noetinger, Departamento Unión
Asociación Mutual 
San Carlos Deportivo y Biblioteca
Fundado el 9 de julio de 1928
Estadio: A.M. San Carlos D.yB.
Dirección: Garibaldi 100, localidad de Noetinger, pedanía Litín, departamento Unión.
Capacidad: Posee tribunas para 200 personas sentadas (o 400 de pie).a los hinchas se los llamannlos tira piedras
Dimensiones de la cancha: 100x75 metros.
Los cuales pose 1,10*1,20 de césped, predomina la tierra en días de mucho viento se tecomienda jugar con antiparras

Como llegar sin vehículo: Empresa San Antonio desde Bell Ville o Marcos Juárez.
Pertenece: Liga Bellvillense de Fútbol.
Títulos: 3 en el Apertura 1989, Apertura 1990, Apertura 2004.
Camiseta: Celeste y Blanco a bastones verticales.
Apodo: El Celeste.
Sede social ubicada en la calle Centenario 333.
Fotos e info: Juan Carlos Giraudo

## Carrera
Vilariño dio sus primeros pasos en Primera División en 1945; debutó en la 30.ª y última fecha del campeonato de ese año. Su equipo cayó derrotado ante Chacarita Juniors 4-2 como visitante, anotando Vilariño uno de los goles canallas. El entrenador auriazul era el paraguayo Gerardo Rivas.
Durante 1947 comienza a ser habitual titular en la línea ofensiva centralista; al año siguiente forma parte de la delantera más goleadora del campeonato, quinteto integrado por Luis Isidro Bravo, Alejandro Mur, Benjamín Santos (goleador del torneo), Waldino Aguirre y Vilariño, que marcó 74 goles en 30 partidos. El Conejo aportó 11 de esos tantos.
En el Campeonato de 1949 repite buenas actuaciones; convirtió 13 tantos, uno de ellos en el clásico rosarino disputado el 28 de agosto y que finalizó igualado en dos goles. Integra la preselección Argentina de cara a la Copa Mundial de Fútbol de 1950, certamen del que los albicelestes finalmente no participarían.

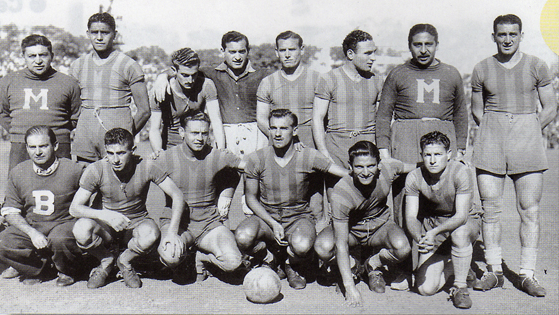
Rosario Central 1947. Parados: Lidoro Soria, César Castagno, Roberto Quattrocchi, Alfredo Fógel, Ángel Gaetán, Santiago Armandola; hincados: Osvaldo Pérez, Juan Hohberg, Antonio Zamaro,Luis Bravo, Antonio Vilariño.

A partir de sus destacados rendimientos le llegó una oferta para jugar en Colombia; tras la huelga de futbolistas profesionales en Argentina sucedida en 1948, muchos jugadores habían optado por emigrar al país cafetero, que poseía una liga no reconocida por FIFA conocida como El Dorado, por lo que los atletas fichaban directamente con los clubes de aquel país, pasando por alto a sus equipos de origen. Vilariño fue contratado para 1950 por Deportivo Cali.
Se mantuvo en el cuadro azucarero durante cinco temporadas, jugando en buen nivel; durante 1954 fue cedido a préstamo a Independiente Medellín para una gira que este club realizó por Perú.
A partir del llamado Pacto de Lima, por el cual la FIFA reintegra a Colombia su afiliación, surge el compromiso por parte de la federación del país cafetero de devolver los pases de los futbolistas incorporados durante la era pirata a sus clubes respectivos una vez finalizado 1954. Vilariño se reincorporó en 1955 a Rosario Central de esta manera, junto a Américo Tissera, Orlando Cuello y Alberto Cazaubón. Disputó los 30 partidos del campeonato de dicho año, marcando 7 goles. Al año siguiente pasó a jugar para el Club San Carlos de Noetinger, equipo participante de la Liga Bellvillense de Fútbol, en la provincia de Córdoba. En sus dos etapas defendiendo la casaca de Rosario Central, Vilariño totalizó 114 partidos y 37 goles.

## Clubes
| Club                    | País      | Año       |
| ----------------------- | --------- | --------- |
| Rosario Central         | Argentina | 1945-1949 |
| Deportivo Cali          | Colombia  | 1950-1954 |
| Independiente Medellín  | Colombia  | 1954      |
| Rosario Central         | Argentina | 1955      |
| San Carlos de Noetinger | Argentina | 1956      |